# Minbar
Pour les articles homonymes, voir Minbar (planète).

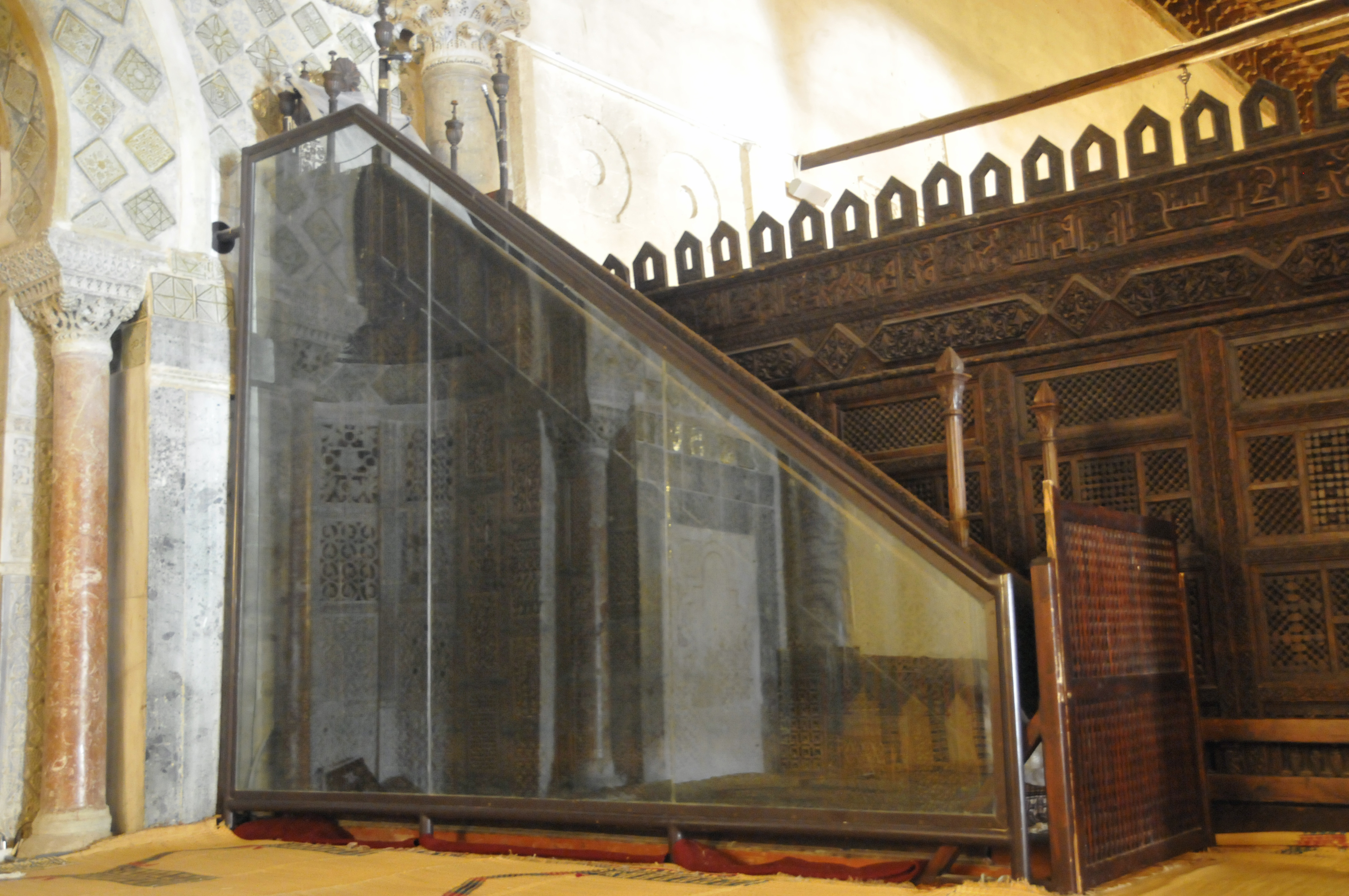
Minbar de la grande mosquée de Kairouan ; cette chaire du IXe siècle, protégée par un panneau de verre, se trouve à son emplacement d'origine dans la salle de prière et elle est toujours utilisée pour le sermon du vendredi.

Le minbar (arabe منبر : chaire, estrade, tribune…) est une sorte d'escabeau servant de chaire d'où le khatib (imam ou mollah) fait son sermon lors de la prière du vendredi dans une mosquée. Il est un élément important de la salle de prières avec le mihrab et est situé à sa droite. Cette plateforme surélevée est atteinte par des marches. Il y a souvent une porte pour accéder à la plateforme et celle-ci est fréquemment surmontée d’un dôme ou d’un auvent.

## Origines
Selon les sources islamiques la référence au minbar date de 629. Le prophète utilisait déjà un minbar pour prêcher. À l’inverse du mihrab, cet élément architectural a bien été introduit au temps du prophète lui-même. Après la mort du prophète, les califes ont continué d’utiliser le minbar en symbole d’autorité.
Ce n’est qu’en 750 que l’on retrouve des minbars dans toutes les mosquée d’Égypte, à la suite d’une réclamation du calife Mu’Awiya. Les autres territoires du monde islamique adoptent ce processus et c’est ainsi qu’au début de la période Abbaside, la place du minbar dans la mosquée est universellement établie.
À l’époque fatimide, on commence à construire des minbars avec porte et dôme.

## Formes et spécificités
On observe des différences de décors et de matériaux en fonction de la zone géographique. Ainsi, dans la Turquie ottomane, les minbars les plus importants sont en marbre, bien que le matériel dominant pour ce type de construction soit le bois. En Inde, la plupart des minbars sont construits en pierre. 
Les minbars construits en bois avaient la particularité de pouvoir être déplacé dans la zone de rassemblement des fidèles. Cette pratique du minbar mobile a survécu dans certaines parties du monde islamique, en particulier en Afrique du Nord. On peut s’assurer de ces déplacements par l’existence d’un renfoncement à droite du mur de la kibla de certaines mosquées.
Enfin il faut souligner les correspondances, à la fois formelle mais également concernant l’usage, entre la chaire chrétienne et le minbar. Il est alors possible d’imaginer que l’architecture chrétienne ait influencé la forme de cet élément central de la mosquée.

## Minbars célèbres
C'est dans la grande mosquée de Kairouan, en Tunisie, que se trouve le plus ancien minbar du monde musulman encore conservé in situ. Datant du IXe siècle (vers 862) et se distinguant par une grande richesse ornementale, il se compose de plus de 300 pièces sculptées et assemblées en bois de teck. Le Minbar de la mosquée al-Aqsa à Jerusalem est reconnu comme l'un des plus célèbres du monde musulman. Détruit par un incendie criminel en 1969, les quelques morceaux survivants du meuble d'origine ont été transférés au musée islamique de Jérusalem. Une reconstitution peut être observée à l'emplacement d'origine depuis 2007.
Un autre minbar célèbre est celui de la Koutoubia à Marrakech daté de 1137. Ce minbar, importé de Cordoue, était à l'origine dans la mosquée de la Fontaine érigée par Ali Ben Youssef, souverain almoravide. Il fut, par la suite déplacé dans la Koutoubia par les Almohades. Il est décoré d'une marqueterie à décor géométrique. Sa restauration complexea fait l'objet d'un documentaire commandité par Patti Cadby Birch pour le Metropolitan Museum of Arts de New York
Un autre minbar celui de la mosquée de Cordoue.

## Galerie

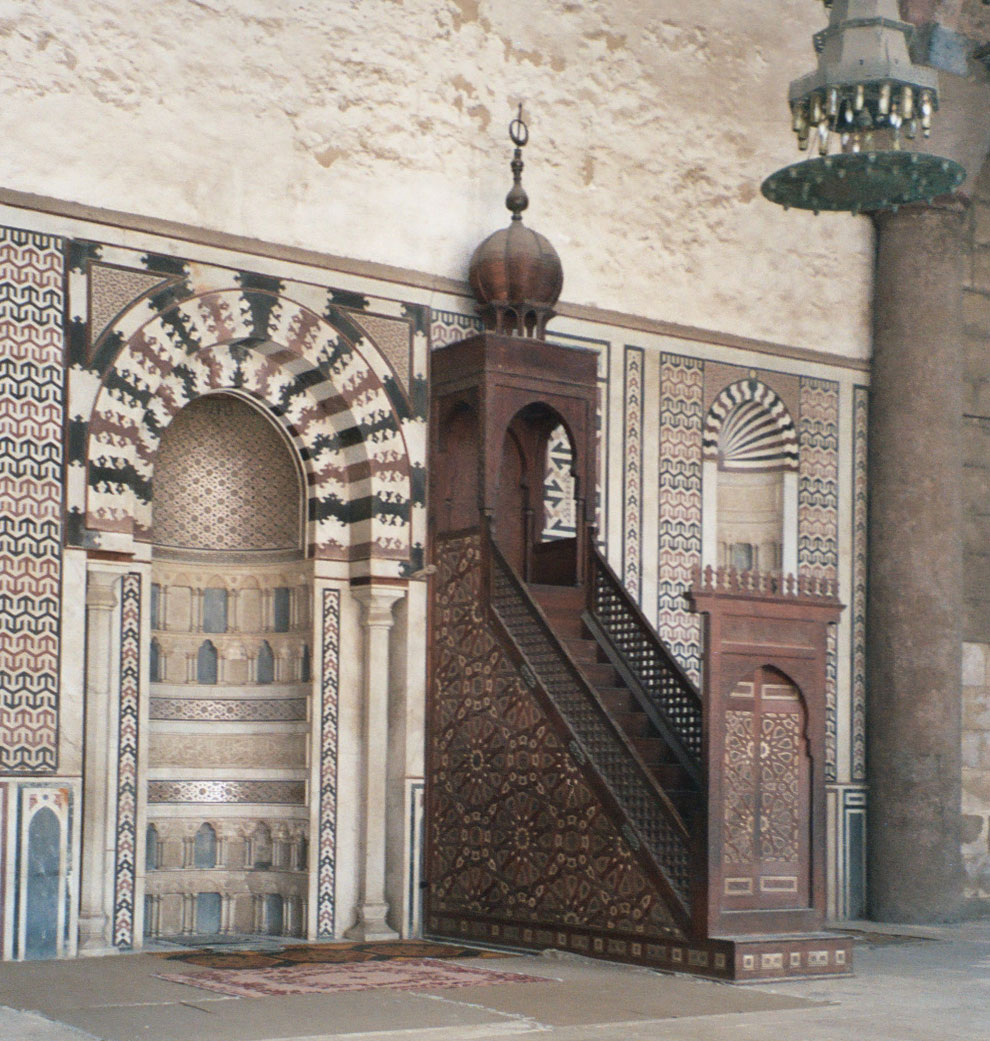
Mihrab et minbar de la mosquée du sultan mamelouk An-Nâsir Muhammad ben Qalâ'ûn dans la citadelle du Caire (1318)
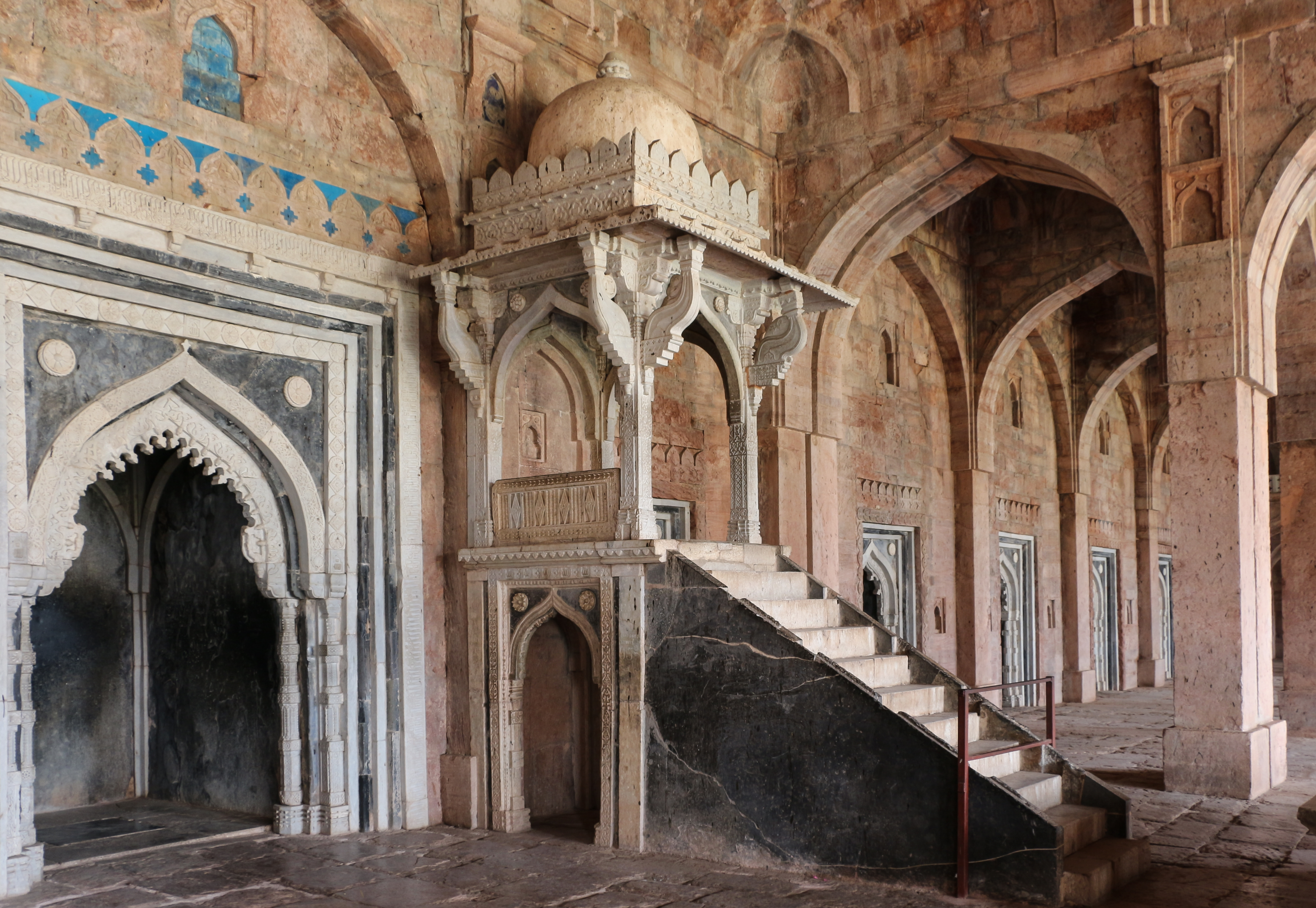
Minbar de la Jami Masjid, Mândû, Inde
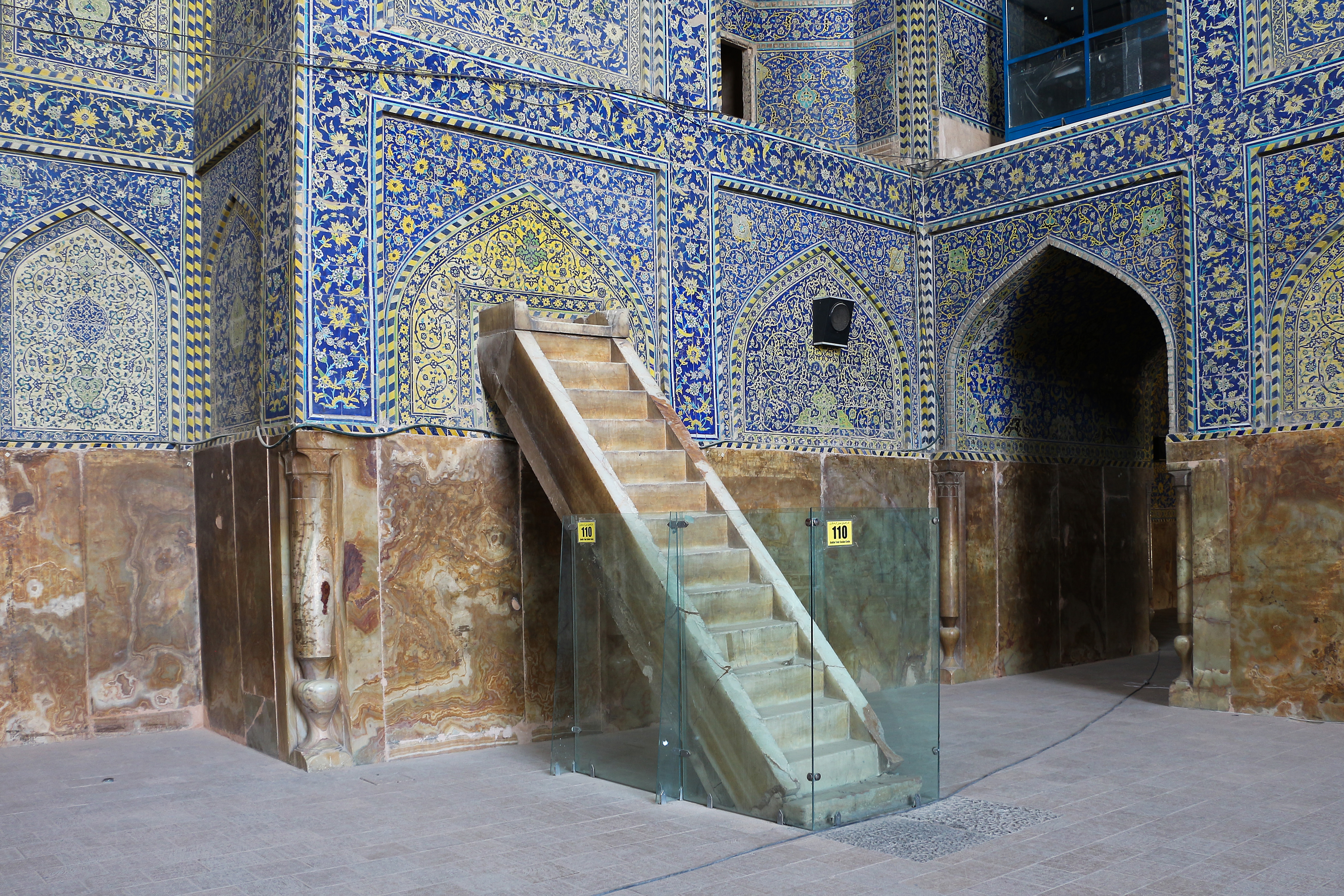
Minbar de la mosquée du Chah à Ispahan, Iran
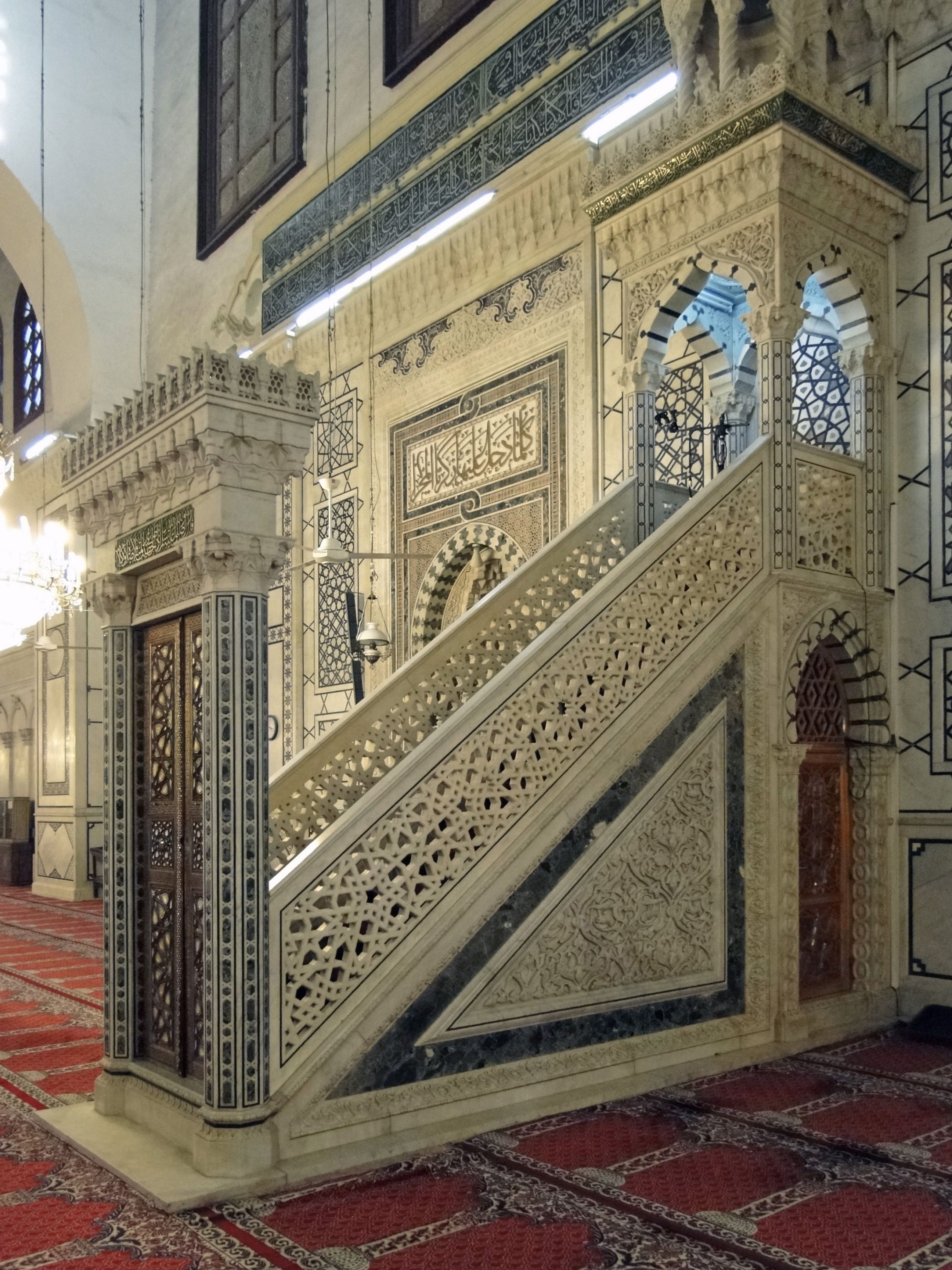
Minbar de la grande mosquée des Omeyyades, Damas, Syrie
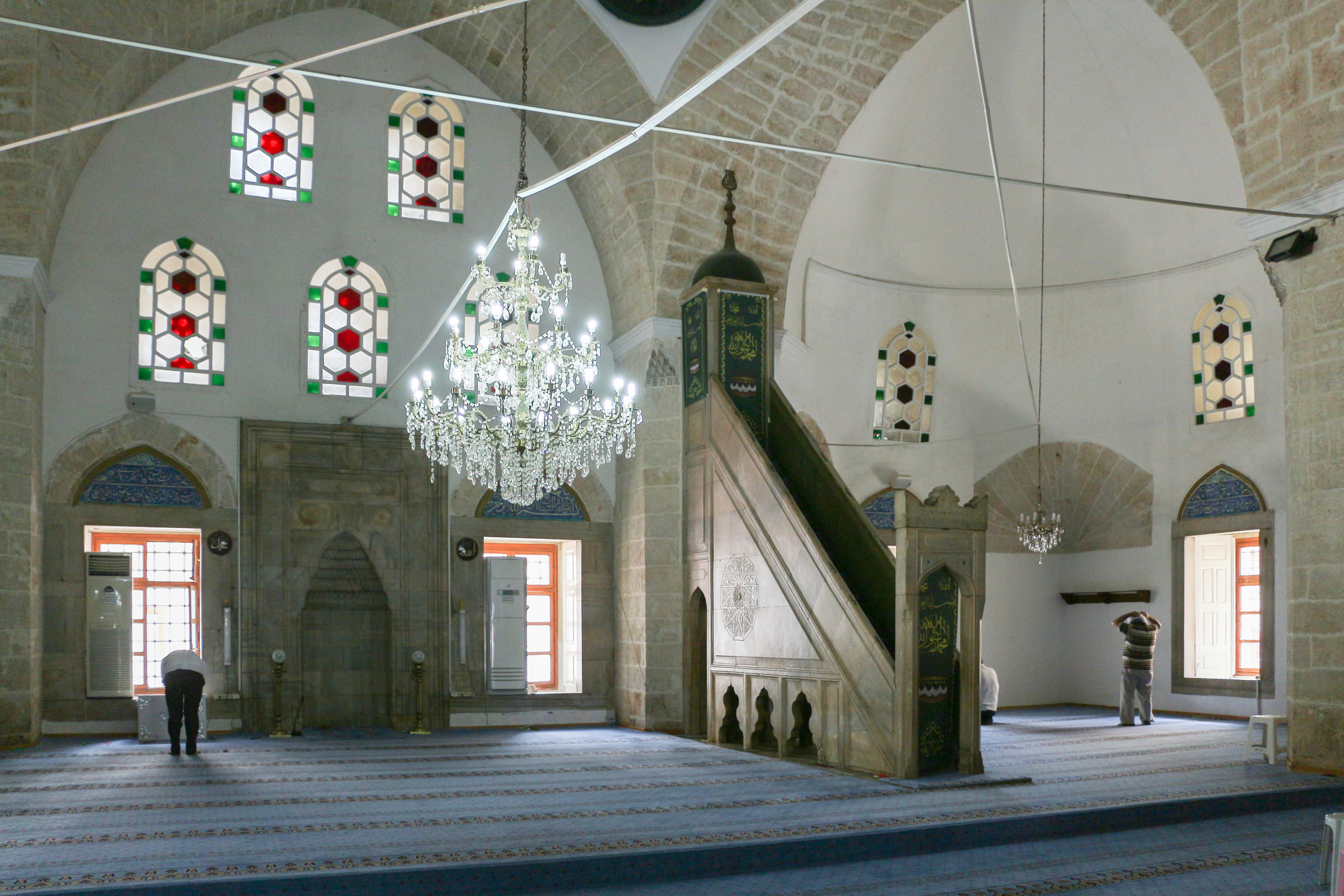
Minbar de la mosquée Tekeli Mehmet Pacha, Antalya, Turquie